# Les Indiens sont encore loin
Les Indiens sont encore loin es una película dramática suiza de 1977 dirigida por Patricia Moraz y protagonizada por Isabelle Huppert.

## Sinopsis
La cinta cuenta los últimos días de Jenny, una joven coleiala encontrada muerta en la nieve. Esta adolescente soolitaria sólo tenía una amiga, Lise, una muchacha también extraviada.

## Reparto
- Isabelle Huppert - Jenny
- Christine Pascal - Lise
- Mathieu Carrière - Matthias
- Chil Boiscuille - Guillaume
- Nicole Garcia - Anna
- Anton Diffring - El profesor de alemán